# Бутусов, Пётр Дмитриевич
Пётр Дми́триевич Буту́сов (1860—1904) — русский офицер пограничной стражи, подполковник.
Участник похода в Китай 1900—1901 годов и русско-японской войны 1904—1905 годов.

## Биография
Родился в семье заводского мастера в 1860 году.
Окончил 3-ю военную гимназию и 2-е юнкерское училище.
Службу начинал вольноопределяющимся в 3-м запасном Селевчинском полку.
В июне 1901 года был переведён в ОКПС.
В 1904 году — начальник Квантунского отдела Особого Заамурского округа ОКПС.
13 июня 1904 года по приказу командира передового отряда 4-й Восточно-Сибирской дивизии полковника Я. У. Шишко выбил японцев с горы Куинсан. 28 августа 1904 года награждён орденом Св. Станислава II степени за умелое руководство своими подразделение и «отменное мужество» в боях 20 и 21 июня.
В июле Бутусов возглавил поиск, в котором пограничниками была взорвана вражеская пушка, а с трёх сняты замки.
6 августа пограничники Бутусова, совместно со стрелками выбили японцев из захваченного ими Водопроводного редута.
15 октября 1904 года за храбрость, проявленную в боях по отражению второго штурма Порт-Артура, подполковник Бутусов был награждён орденом Св. Георгия IV степени.
21 ноября 1904 года, во время четвёртого штурма Порт-Артура, Бутусов был назначен генералом Кондратенко Р. И. комендантом горы Высокая, где был смертельно ранен.
Скончался 22 ноября 1904 года и был похоронен на воинском кладбище Порт-Артура.
С. А. Рашевский так сказал о смерти Бутусова:

«Это большая потеря для нас, — в нем мы лишаемся храброго офицера и прекрасного человека».

## Память
В мае 1908 года командованием Особого Заамурского округа ОКПС было принято решение о перезахоронении праха подполковника Бутусова в гарнизонной церкви округа во имя Иверской иконы Божьей Матери в г. Харбине.
16 сентября гроб с телом подполковника Бутусова был доставлен в Харбин и, с отданием воинских почестей, перезахоронен в правом приделе Иверской церкви.